# Nations and Nationalism
Nations and Nationalism — рецензируемый академический журнал посвящённый исследованиям национализма и связанных проблем. Издаётся ежеквартально американской ассоциацией исследователей этничности и национализма. Редактор — Энтони Смит.

## История
Первое издание журнала Nations and Nationalism вышло в свет в марте 1995 года. В введении, Энтони Смит, Оби Игвара, Атена Леосси и Терри Малхолл писали, что журнал посвящён изучению наций и национализма, теории идентичностей, и тремя основными целями журнала есть: «(1) быть двигателем новых исследований, теоретических и эмпирических, быть площадкой для обмена мнениями в этой области; (2) идентифицировать и развивать теорию идентичностей как междисциплинарную область знаний; [и] (3) привлекать внимание широкой научной общественности к вопросам национализма.»